# Wazirabad
Wazirabad (urdu: وزِيرآباد) – miasto w Pakistanie, w prowincji Pendżab. Według danych na rok 2017 liczyło 128 096 mieszkańców.